# 鲫四极虫
鲫四极虫（学名：Chloromyxum carassii）为四极科四极虫属的动物。分布于俄罗斯以及广东、辽宁等，营寄生生活，寄生在鲫、鲮的胆囊。